# Schloss Kleinballhausen

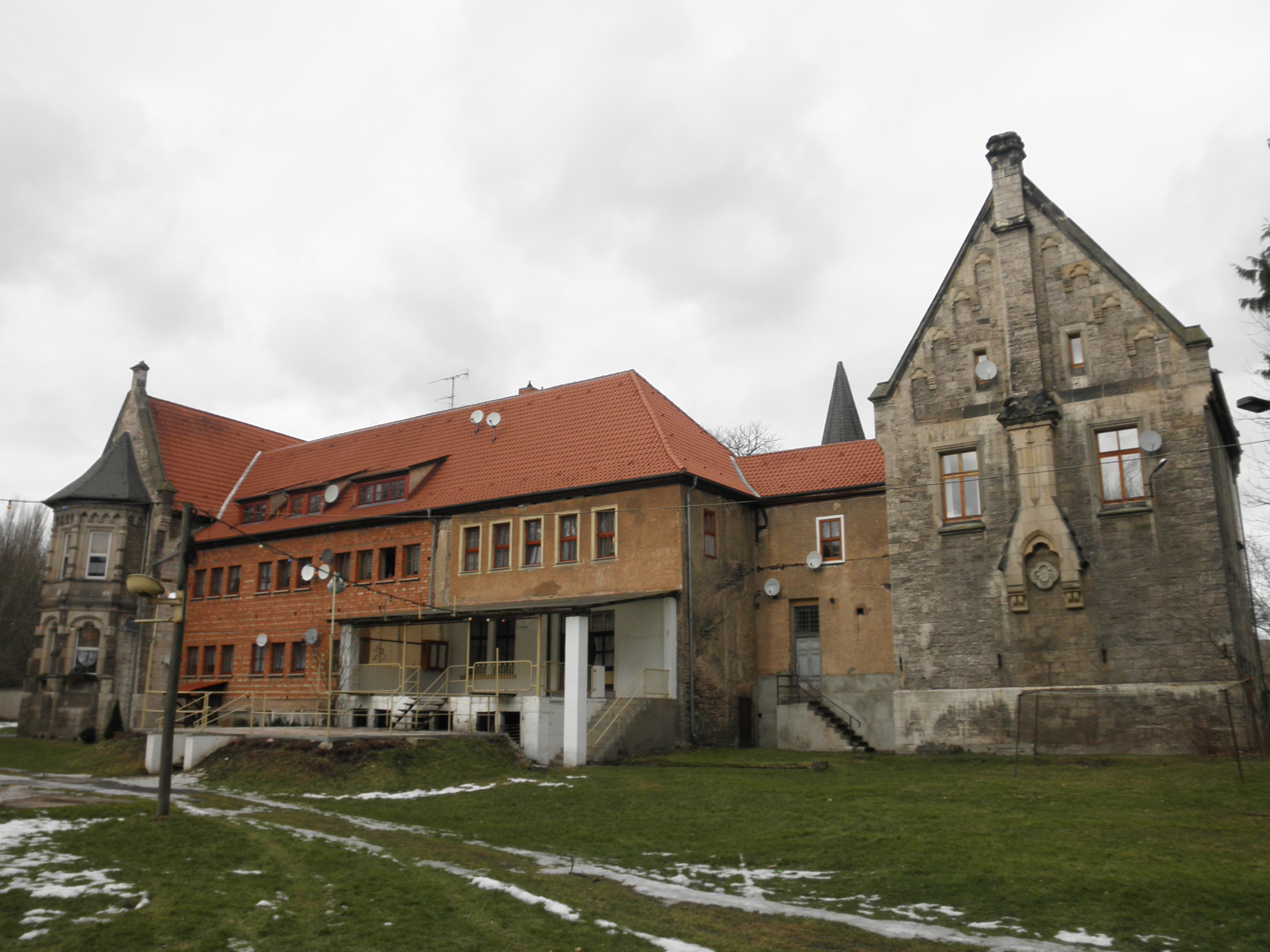
Das ehemalige Schloss in Ballhausen vor der Sanierung (2011)

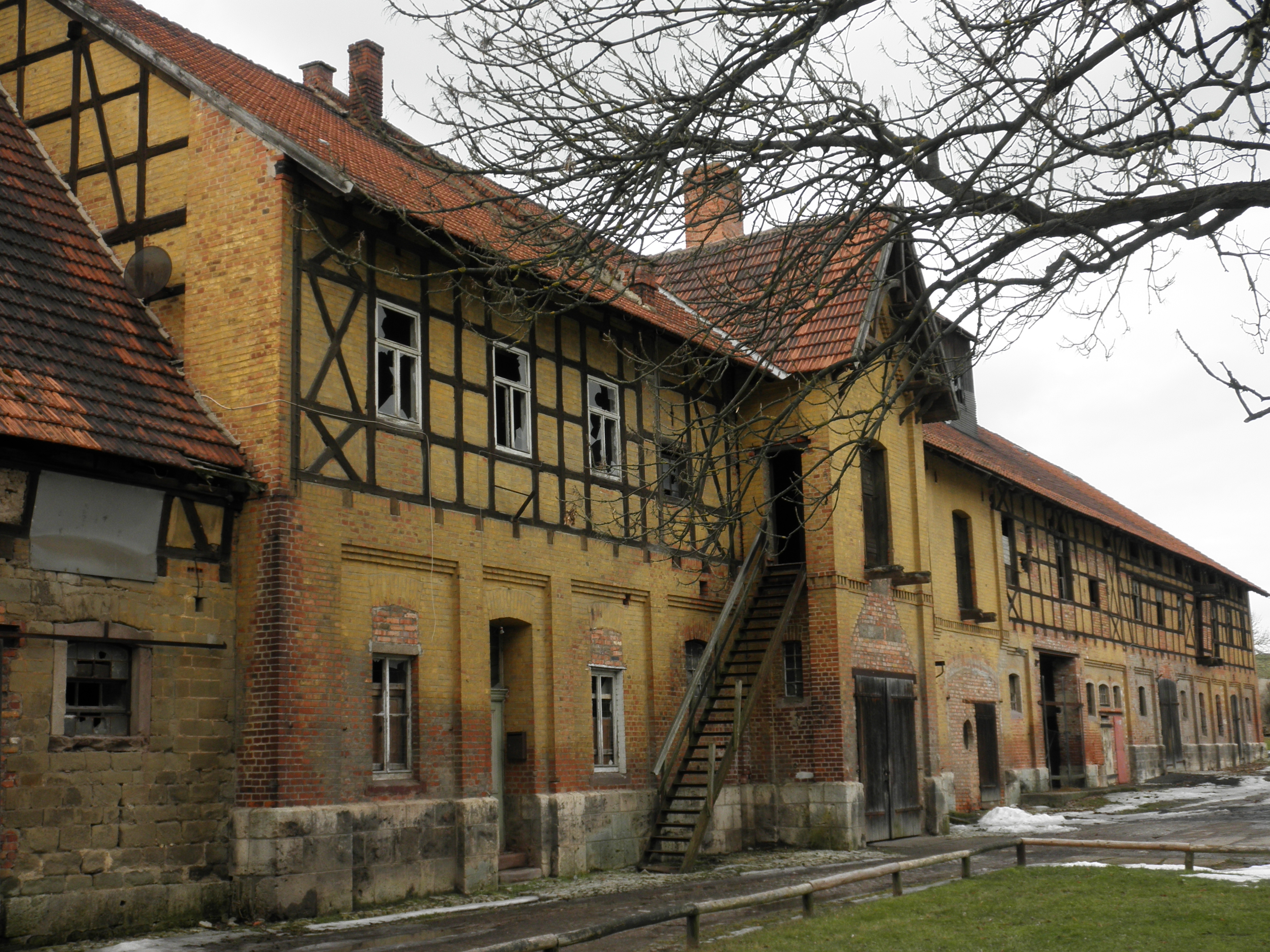
Ökonomiegebäude (2010)

Das Schloss Kleinballhausen ist ein früheres Rittergut und heutiges Baudenkmal in der Ortslage Kleinballhausen der Gemeinde Ballhausen im Unstrut-Hainich-Kreis in Thüringen.

## Geschichte
Anfang des 12. Jahrhunderts wurde ein Sitz derer „zu Balenhusen“ erstmals erwähnt. Aus dieser Zeit stammen die baulichen Ursprünge des Schlosses. Die von Ballhausen blieben bis 1290 Besitzer des Schlosses, 1297 soll es an das Erzbistum Mainz verpfändet worden sein. Ab dem 14. Jahrhundert wechselte das Haus mehrfach den Eigentümer. 1518 kaufte der sächsische Herzog Georg der Bärtige das wüst liegende Schloss. Er belehnte damit Hans von Werthern, der es zum Rittergut aufbaute. Die Familie von Werthern wird 1531 mit „Wenigen-Bollenhusen“ belehnt und behielt das Gut in ihrem Besitz bis zum Verkauf durch Georg von Werthern 1720 an die von Berlepsch, die es bereits 1732 an die von Keudell weitergaben.
1851 erwarb schließlich Sebastian Lucius das Rittergut von Karl Edler von Zech (1812–1889). Die Familie Lucius besaß in dieser Zeit auch die benachbarten Güter Roter Hof und Grüner Hof im Nachbarort Großballhausen. Sebastian Lucius’ Sohn Robert Lucius von Ballhausen erweiterte 1882 das Schloss um zwei Seitenflügel und einen Turm. Zum Rittergut gehörten 1200 Morgen Ackerboden, ausgedehnte Stallungen, eine Kartoffelflockenfabrik, eine Wassermühle, Karpfenzucht, Gewächshäuser und ein Gasthof.
Zum Ende des Zweiten Weltkrieges wurde das Inventar des Schlosses von Bürgern geplündert; die wertvolle Inneneinrichtung und insbesondere auch eine Sammlung ostasiatischer Kunstwerke ging so unwiederbringlich verloren. Die sowjetischen Besatzer enteigneten den Eigentümer Johann-Albrecht Freiherr Lucius von Ballhausen und nutzten das Schloss als örtliche Kommandantur und Unterkunft für Flüchtlinge. In den 1960er Jahren wurde das Schloss unter anderem als Kindergarten und Schulhort genutzt. Der baufällig gewordene Turm und Teile des inzwischen verfallenen historischen Mittelteils des Schlosses wurden in der DDR-Zeit abgerissen. Der abgerissene Teil des Mittelteils wurde durch einen schlichten, nicht denkmalgerechten Neubau ersetzt, das verbliebene Gebäudeinnere ohne Rücksicht auf die historische Bausubstanz umgebaut. Unter anderem wurden durch diese Maßnahmen acht Wohnungen geschaffen. Historische Bausubstanz blieb lediglich in den Seitenflügeln des Bauwerks erhalten.
2015 wurde die Fassade der Schlossanlage saniert und der in der DDR-Zeit errichtete Mittelteil verputzt. Neben dem Schloss ist auch ein großes Wirtschaftsgebäude und der Schlosspark erhalten geblieben.